# Эсмеральда (язык)
Эсмеральда, или эсмеральденьо (называемый также атакаме или такаме) — языковой изолят, который был распространён в прибрежном регионе Эквадора более трёх веков назад. На данный момент является вымершим (исчез во 2-й половине XIX века).
Единственные знания, которые сохранились об этом языке, были собраны Дж. М. Палларесом в 1877 году.

## Генеалогическая и ареальная информация

### Генеалогия
Было предположено, что этот язык имел родство с языком яруро Венесуэлы. Также высказывались гипотезы о его родстве с языком юриманги (он же юруманги) и языками барбакоа, но они не были подтверждены, даже несмотря на некоторые лексические сходства.

### География
В 19 веке на нём говорили в западной части провинции Эсмеральдас в долине реки Эсмеральда в городе, в котором преобладало число представителей негроидной расы. Вполне возможно, что на эсмеральденьо говорили на более обширной территории Эквадора. Это единственный язык эквадорского побережья, о котором сегодня хоть что-то известно. Остальные языки региона давно исчезли без сохранения какой-либо информации.
Язык мог исчезнуть уже тогда, когда корабль африканских рабов потерпел крушение в этом районе, после чего эти рабы убили здешних мужчин и поселились с их жёнами. Язык сохранился только благодаря этим женщинам.

## Социолингвистическая информация
Сейчас язык эсмеральда считается вымершим. Его носителями были потомки от смешанных браков индейцев и негров.

## Типологическая характеристика

### Тип (степень свободы) выражения грамматических значений
Эсмеральда является полисинтетическим языком: прослеживается тенденция к объединению большого числа морфем (как лексических, так и грамматических) в одну словоформу, часто соответствующую целому предложению в других языках. Встречаются как суффиксы, так и префиксы.
| ta — di — sá           |
| ---------------------- |
| long obj. — hand — 1Sg |
| «Моя рука»             |

С помощью суффиксов маркируется падеж и принадлежность. Например суффиксы -s(a) и -va обозначают первое и второе, -e -é - третье лицо. Часто на них падает ударение.
| mil — é                          |
| -------------------------------- |
| heart/stomach — 3Sg              |
| «Его/её сердце»/«Его/её желудок» |

| mil — sá                   |
| -------------------------- |
| heart/stomach — 1Sg        |
| «Моё сердце»/«Мой желудок» |

Когда к существительному добавлялся -s(a),  предыдущий гласный (если он есть) выпадает (за исключением односложных слов).
| mula -> mul — sá                     |
| ------------------------------------ |
| eye/face -> eye/face — 1Sg           |
| «Глаз/лицо» -> «Мой глаз»/«Моё лицо» |

### Характер границ между морфемами
Эсмеральда — агглютинативный язык: каждая морфема выражает единственное значение
| bal — di — ka                                              |
| ---------------------------------------------------------- |
| Neg— hand — Part                                           |
| «Однорукий» (лит. «Не имея руки», «С отсутствующей рукой») |

### Локус маркирования в посессивной именной группе и предикации
Посессивная ИГ
Было сделано предположение, что язык эсмеральда - язык, который имеет вершинное маркирование, то есть  к посессуму присоединяется префикс, кумулятивно выражающий лицо и число посессора; посессор не маркируется.
К сожалению, из-за отсутствия примеров с существительными, нельзя точно сказать, действительно ли это так.
| di — sá    |
| ---------- |
| hand — 1Sg |
| «Моя рука» |

| mul — va    |
| ----------- |
| eye — 2Sg   |
| «Твой глаз» |

Предикация
Таким же образом грамматические показатели присоединяются к глаголу
| ene — sá  |
| --------- |
| eat — 1Sg |
| «Я ем»    |

| kuli — ma        |
| ---------------- |
| rise — 2Sg Imp-v |
| «Встать»         |

| nuts — tate — aja              |
| ------------------------------ |
| carry — pole — 1Pl Imp-v       |
| «Позвольте нам держать мачту!» |

### Тип ролевой кодировки
Субъект непереходного глагола и агенс переходного глагола одинаково кодируются с помощью суффиксов, присоединяемых к глагольной словоформе:
| peli-va      |
| ------------ |
| row — 2Sg    |
| «Ты гребёшь» |

| pisko-va-s       |
| ---------------- |
| sell — 2Sg       |
| «Продай это мне» |

Примеров с пациенсом нет, поэтому нельзя однозначно сказать, какой тип ролевой кодировки был в этом языке.

### Базовый порядок слов
Из-за отсутствия примеров нельзя сказать точно, какой порядок слов был в этом языке. Была выдвинута гипотеза, что чаще всего порядок был VOS. Иногда встречался порядок VSO. 

## Особенности

### Фонология

#### Гласные
Базовая система гласных состояла из 5 фонем
|                | Передний ряд |     | Средний ряд |     | Задний ряд |
| -------------- | ------------ | --- | ----------- | --- | ---------- |
| Верхний подъём | [i]          |     |             |     | [u]        |
| Средний подъём |              | [e] |             | [o] |            |
| Нижний подъём  |              |     | [a]         |     |            |

Однако, некоторые предполагали, что исходных звуков было 3: a, i, u, а все остальные — их вариации. Также было предположение, что были носовые гласные
Ударение было контрастивным и сопровождалось диакритическими знаками. Многие слова, в дополнение к просодическому акценту в предпоследнем слоге, также имели музыкальное ударение. В основном это были слова, оканчивающиеся на áále. (sak-áále — утопленник)
Гласные, которые писались как àà áá, присоединяясь к глаголам, образовывали от них причастия прошедшего времени. (yat-áá-le — законченный)

#### Согласные[2].
|               |               | Лабиал. | Альвеол. | Альвеол.  | Постальвеол. | Палатал. | Велярные | Велярные | Велярные |
| Централ.      | Латерал.      | Лабиал. | Обыч.    | Лабиал.   | Постальвеол. | Палатал. | Палатал. |          |          |
| ------------- | ------------- | ------- | -------- | --------- | ------------ | -------- | -------- | -------- | -------- |
| Носовые       | Носовые       | [m]     | [n]      |           |              |          |          |          |          |
| Взрывные      | Звон.         | [b]     | [d]      |           |              |          |          |          |          |
| Взрывные      | Глух.         | [p]     | [t]      |           |              |          |          |          |          |
| Взрывные      | Абр.          |         |          |           |              |          |          |          |          |
| Аффрикаты     | Звон.         |         |          |           |              |          |          |          |          |
| Аффрикаты     | Глух.         |         | [t͡s]     |           |              |          |          |          |          |
| Аффрикаты     | Абр.          |         |          |           |              |          |          |          |          |
| Фрикативные   | Звон.         | [v]     |          |           |              |          |          |          |          |
| Фрикативные   | Глух.         | [f]     |          |           | [ʃ]          |          |          |          |          |
| Фрикативные   | Абр.          |         |          |           |              |          |          |          |          |
| Аппроксиманты | Аппроксиманты |         |          | [l], [ll] |              | [j]      |          | [w]      |          |
| Дрожащие      | Дрожащие      |         | [r]      |           |              |          |          |          |          |

Согласный ll можно увидеть на конце слога (allki — боль); h встречается редко, в основном в начале слова, в то время как j как правило стоит в середине.
Не ясно, является ли v отдельным согласным, так как он иногда чередуется с b.

### Другие особенности
В языке Эсмеральда есть префиксы, обозначающие форму и размер. Например
| ra-tuna                           | vil-tuna            |
| --------------------------------- | ------------------- |
| выступающий элемент - область рта | wrapping-mouth area |
| борода                            | губы                |

## Список сокращений
SG   -   singular
PL   -   plural
obj   -   object
Imp-v  -  imperative
Neg  -  negative
Part   -  participle
VSO  -  verb subject object
VOS  -  verb object subject
ИГ  -  именная группа